# سوبرمان (مجلة)
مجلة سوبرمان هي مجلة لبنانية أسبوعية تصدر عن شركة المطبوعات المصورة. تُوجَّه إلى سن 8 إلى ما فوق العشرين، وتعتمد المجلة على القصص المُصورة المُترجمة من الإنجليزية من شركة DC الأمريكية، صدر العدد الأول منها في فبراير عام 1967، ولا توجد بها أبواب ثابتة، حيث أن المجلة تنشر بالكامل قصة بطل الخيال العلمي سوبرمان.
لا توجد مُقدِّمة للأعداد، والمجلة كرتونية في المقام الأول منها 33 صفحة كرتونية عدا الغلاف وباطنه والغلاف الأخير، ولا توجد إشارات إلى المؤلف أو الرسام، والمجلة خالية من التسالي والمُسابقات والملاحق ومساهمات القراء وصورهم.
شعار المجلة: «سوبرمان البطل الجبار» وعلى الغلاف علامة ترمز إلى سوبرمان، سعر المجلة في عام 1985م هو 300 قرشاً لبنانيَّاً، وليس هناك إشارة إلى سعرها في مصر أو في أي دولة أخرى رغم وجود مكاتب لها في أغلب هذه الدول. وتُنشر الإعلانات في المجلة على غلافها الخارجي.
عنوان المجلة: مبنى مركز صباغ، شارع الحمراء، بيروت.

غلاف العدد الأول من مجلة سوبرمان.

## فريق العمل
المُدير المسؤول: ليلى شاهين داكروز
مدير التحرير: نجاة جريديني
رئيس مجلس الإدارة: سمير شوقي